# Sud-Est Cultural
Sud-Est Cultural, cunoscută mai simplu ca Sud-Est, este o revistă culturală din Republica Moldova, publicată la Chișinău din 1990. Revista apare trimestrial și abordează teme de artă, cultură și civilizație. Redactorul-șef al revistei este eseista și criticul teatral Valentina Tăzlăuanu. Printre membrii colegiului de redacție al revistei s-au aflat Mihai Cimpoi, Vlad Druc și Ion Ungureanu.

## Programul cultural al revistei
Alături de Contrafort, revista Sud-Est a avut un rol important în popularizarea mișcării de idei din Republica Moldova datorită articolelor publicate de oameni de cultură cunoscuți ca Mihai Cimpoi, Serafim Saka, Leo Butnaru și Arcadie Suceveanu, a eseurilor culturale și politice scrise de tineri intelectuali și a dezbaterilor culturale pe teme de actualitate. Comentariile publicate de Valentina Tăzlăuanu analizează critic, în opinia criticului literar român Alex Ștefănescu, „atât inerțiile culturii basarabene, cât și o anumită aroganță a «maeștrilor» de la București, înclinați să dea lecții «fraților» mai năpăstuiți de peste Prut”.
Eseurile semnate de Vitalie Ciobanu, Nicolae Negru, Constantin Cheianu, Leo Butnaru și Emilian Galaicu-Păun au analizat situația social-politică a Republicii Moldova, reprezentând adesea reflecții lucide cu privire la istoria contemporană a teritoriului cuprins între Prut și Nistru. Astfel, Vitalie Ciobanu deplângea în eseul „Anatomia unui faliment geopolitic: Republica Moldova” (nr. 1-2 (39-40)/2000) inconsecvența politică a unor intelectuali moldoveni ca Grigore Vieru și Leonida Lari care ar fi compromis imaginea Basarabiei în România prin susținerea unor partide criptocomuniste sau prin prieteniile cu indivizi dubioși. „Din cauza acestor concubinaje dezonorante, mulți ani scriitorii și intelectualii români respectabili din România au ezitat să treacă Prutul, asociind - cumva pripit și nenuanțat - Basarabia noului val patriotard, «românismului» funambulesc gen «Flacăra». Cum poți să fii concomitent anticomunist la Chișinău și comunist la București?”, se întreba autorul articolului.
Revista Sud-Est a avut în primul deceniu de existență o „atitudine demnă, lucidă și responsabilă, repudiind orice formă de demagogie și refuzându-și (poate cu prea mare cruzime) dreptul la iluzii” și respingând, în același timp, „narcisismul etnic, practicat din inerție” de moldovenii de pe malul stâng al Prutului, susținea un cronicar al revistei bucureștene România literară.